# Baulny
Baulny is een gemeente in het Franse departement Meuse (regio Grand Est) en telt 15 inwoners (2009).
De plaats maakt deel uit van het kanton Clermont-en-Argonne in het arrondissement Verdun. Voor maart 2015 was het deel van het kanton Varennes-en-Argonne, dat op toen werd opgeheven.

## Geografie
De oppervlakte van Baulny bedraagt 4,1 km², de bevolkingsdichtheid is dus 3,7 inwoners per km².
De plaats ligt aan de rivier de Aire.
De onderstaande kaart toont de ligging van Baulny met de belangrijkste infrastructuur en aangrenzende gemeenten.

## Demografie
Onderstaande figuur toont het verloop van het inwonertal (bron: INSEE-tellingen).